# Phyllachora myrrhinii
Phyllachora myrrhinii är en svampart som beskrevs av Theiss. 1910. Phyllachora myrrhinii ingår i släktet Phyllachora och familjen Phyllachoraceae.   Inga underarter finns listade i Catalogue of Life.